# 192

## Esdeveniments
- Establiment del primer grup seguidor del cristianisme a l'Índia
- Guerra civil a l'Imperi Romà després de l'assassinat de Commode[1]
- Un incendi destrueix la biblioteca mèdica de Galè

## Necrològiques
- 31 de desembre - Roma (Imoeri Romà)ː Còmmode, emperador romà.[1]